# 龙城 (淅川县)
龙城，是指一个位于河南省南阳市淅川县香花镇附近淹没于丹江口水库下的一个历史古城。有专家认为，此城即为楚国的第一个都城。

## 历史记载
明朝嘉靖《南阳府志·古迹》记载：“龙城在县东南顺阳堡，周围四里，元世祖末帝之时，驻兵于此，有龙见，故名。”

## 概况
根据70年代一次河水水位降低露出城墙时发现，龙城东墙长730米，南墙长1030米，西墙长915米，北墙长974米，墙厚约8米，残高1-3.3米，夯土筑，夯层厚7-10厘米， 平面圆夯，夯窝直径8-10厘米，夯土中含西周时期的陶鬲、陶罐、陶至及其它绳纹陶片，板瓦、花纹砖散见地表。值得注意的是，龙城与淅川下寺春秋楚墓群的地理位置为，墓地在西，龙城在东，时代也相近，此城可能曾是楚的都城“丹阳”。